# Poseidon (Teplické skály)
Poseidon je název podzemního labyrintu, který se nachází v Teplických skalách na katastrálním území města Teplice nad Metují v okrese Náchod v Královéhradeckém kraji. Tento podzemní systém, z hlediska svého rozsahu v Evropě zcela unikátní, je součástí národní přírodní rezervace Adršpašsko-teplické skály v Chráněné krajinné oblasti Broumovsko. Celé území je zároveň součástí Geoparku Broumovsko.

## Historie
Objev rozsáhlého podzemního systému je spojen se jménem Romana Mlejnka ze Správy jeskyní České republiky, který v roce 2006 prováděl v Teplických skalách biospeleologický průzkum. Následující dva roky zde pracovníci Správy jeskyní ČR pokračovali v průzkumu, během kterého se jim podařilo zmapovat více než 27,5 kilometrů podzemního labyrintu. Z této celkové délky podzemních puklin bylo člověku dostupných 19 655 metrů, zbývajících zhruba 8 kilometrů bylo zaměřeno pomocí laserového dálkoměru.
Bylo to poprvé, kdy v Teplických skalách proběhl tak rozsáhlý průzkum zdejšího podzemí. Ze systému Poseidon byly do té doby známy jen určité lokality v celkové délce pouhých 179 metrů, do nichž se podařilo proniknout některým horolezcům. Některé úseky byly prozkoumány v roce 1961 - horolezci Z. Malínský a P. Švorčík 21. května uvedeného roku zlezli Koutový komín, který je součástí Teplické propasti, a 24. června 1961 zdolali B. Svoboda a E. a J. Stránští Vnitřní komín v koncové části Skalního chrámu. Výpravy horolezců do teplického podzemí byly však kvůli značné vlhkosti skal a nedostatku světla ojedinělé.

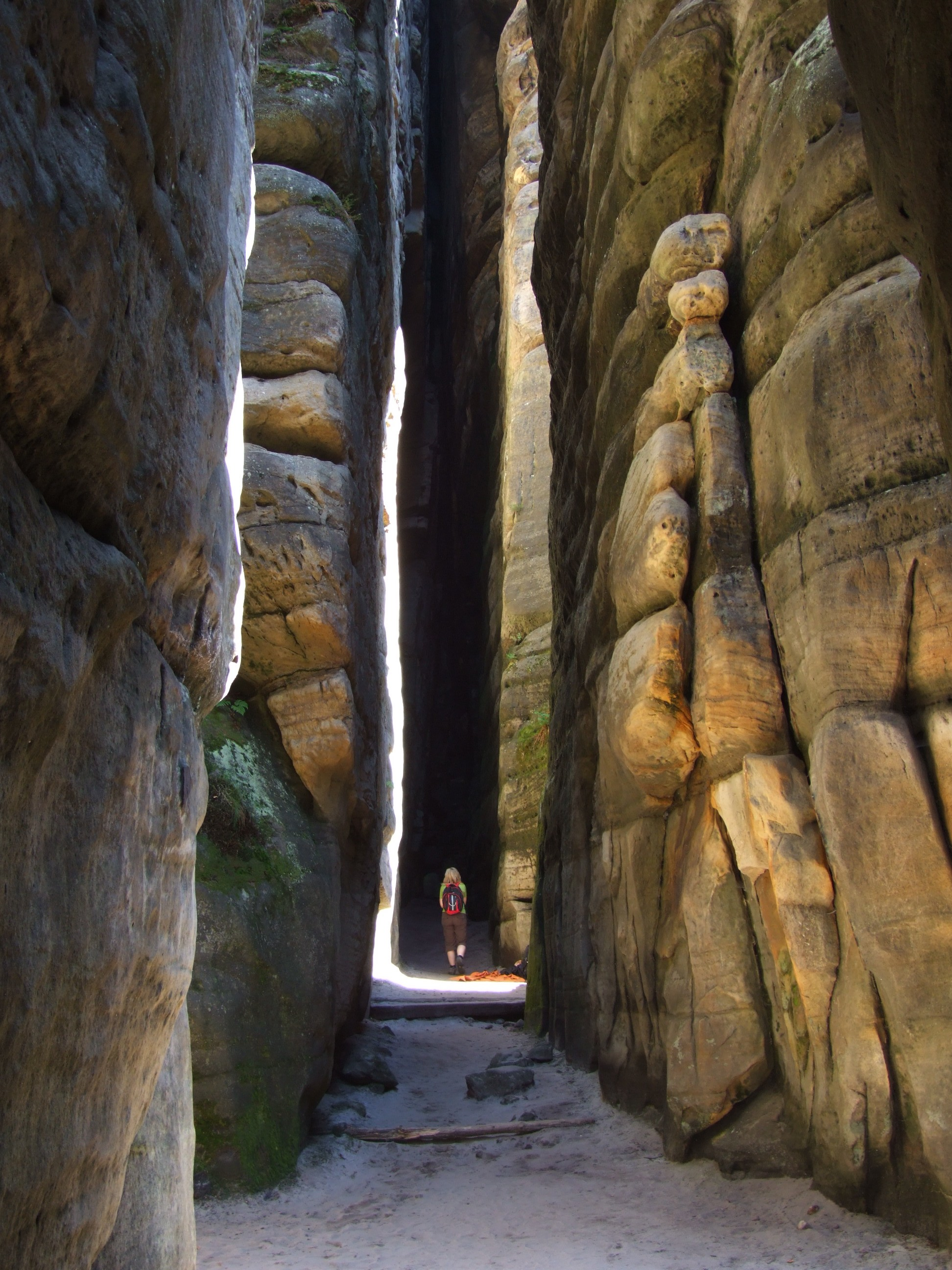
Skalní chrám

První speleologické výzkumy z let 1969–1979, během nichž se započalo s evidencí jeskyní a propastí, jsou spojeny s činností oddílu krasové turistiky TJ Slovan Broumov. V roce 1979 pak vznikla základní organizace České speleologické společnosti 5-03 Broumov, která se věnovala systematickému průzkumu pseudokrasových lokalit. Do konce roku 2005 bylo tak v Teplických skalách zaevidováno celkem 44 jeskyní a propastí, z nichž veřejnosti nepřístupná suťová Teplická jeskyně, dlouhá 1065 metrů, je nejdelší jeskyní v pískovcích na území ČR. Více než polovinu z celkového počtu představují jeskyně puklinové (55 %), 15 % tvoří jeskyně suťové, 5 % jeskyně rozsedlinové a 25 % jeskyně kombinované.
Zvláštní místo v systému Teplických skal zaujímá monumentální, více než 60 metrů vysoká puklinová jeskyně Skalní chrám (též Dóm, německy Münster nebo Felsendom), která je zahrnována do části podzemního systému, označované jako Poseidon I. Jedná se o jedinou turisticky zpřístupněnou lokalitu v nekrasové hornině na území České republiky. Skalní chrám byl prezentován návštěvníkům Teplických skal již od roku 1846, přistup k jeskyni byl po obou stranách uzavřen brankami, vnitřní prostory byly osvětleny loučemi a výklad průvodce v jeskyni doprovázela hudební produkce flašinetáře. Skalní chrám, který patří se Sloupsko-šošůvskými jeskyněmi a s Býčí skálou v Moravském krasu a s Chýnovskou jeskyní v jižních Čechách k nejstarším turisticky zpřístupněným jeskyním na území České republiky, je zároveň místem, kde se může veřejnost nejvíce přiblížit ke vstupu do nepřístupného podzemního systému Poseidon.
Jako součást systému Poseidon je prezentována rovněž 20 metrů dlouhá tzv. Průvodcovská jeskyně neboli Skalní kaple (v minulosti nazývaná též Umrlčí komora) na turistickém okruhu mezi Velkým a Malým Chrámovým náměstím.

## Popis lokality
Podzemní systém Poseidon se nachází v Broumovské vrchovině, v centrální části národní přírodní rezervace Adršpašsko-teplické skály.
Z faktického hlediska Poseidon není ve skutečnosti jeskynním systémem, jak se někdy mylně uvádí, i když zahrnuje řadu puklinových a suťových jeskyní. Přesněji řečeno, jedná se o soustavu hlubokých puklin a propastí v kvádrových pískovcích centrální části teplického skalního města. (Pozn.: někteří autoři však tvrzení, že se jedná o propojený podzemní systém, odmítají a označují jej za pouhou soustavu skalních věží, soutěsek a dalších tvarů v pískovcovém masívu.) Celá tato podzemní soustava se dělí do tří částí: na Poseidon I na severním a západním okraji plošiny Ostruha, dále Poseidon II na strukturní plošině zvané Skalní ostrov, na severozápadě ohraničenou Anenským údolím a mrazivou, místy jen 50 centimetrů širokou soutěskou Sibiř, a na část Poseidon III mezi soutěskou Sibiř a puklinami a suťovými jeskyněmi v blízkosti věže Pavlač na jihu.
Ve směru od severu k jihu je délka území, na němž se nachází podzemní labyrint, 740 metrů, v příčném směru je šířka této lokality 550 metrů. Nejvyšší nadzemní body této oblasti dosahují nadmořské výšky 720 metrů. Plocha, na níž se nacházejí puklinové labyrinty a propasti, činí více než 41 500 m², k tomu je třeba přičíst plochu zhruba 26 800 m² se suťovými jeskyněmi. Pukliny a propasti dosahují hloubky až 60 metrů, celkové vertikální rozpětí (denivelace) na tomto území činí 105 m.

## Život v podzemí
V oblasti Teplických skal je velmi specifické mikroklima, jehož výrazným znakem je teplotní inverze. Tento specifický charakter místního prostředí se stálou nízkou teplotou se promítá jak do života na povrchu, tak i v podzemí, které má schopnost akumulovat a zadržet chlad.

### Kořenové útvary
Při průzkumu podzemí Poseidonu bylo zaregistrováno prozatím celkem 72 tzv. kořenových stalagmitů a vzácněji se vyskytujících kořenových stalagnátů. Podle příslušné charakteristiky lze tento počet rozdělit na 56 stalagmitů, 4 stalagnáty, 5 kořenových polštářů a 7 kořenových výplní vrstevních spár.  Tyto zvláštní kořenové útvary, připomínající krasové tvary (krápníky), vznikají ze stromových kořenů, prorůstajících do podzemních prostor a pod skalní převisy a rostoucích proti směru trvale skapávající vody. Vyskytují se především v oblastech kvádrových pískovců, jako je Děčínská a Broumovská vrchovina, Jičínská pahorkatina, ojediněleji pak v oblasti Lužických hor a Drahanské vrchoviny. První a zároveň i největší kořenový stalagmit na území ČR byl objeven právě v teplickém Poseidonu v jeskyni Kořenka.

### Horské druhy rostlin
V důsledku teplotní inverze se v soutěskách a puklinách vyskytují chladnomilné druhy horských rostlin.V širších soutěskách lze nalézt například podbělici alpskou (Homogyne alpina) a violku dvoukvětou (Viola biflora), v užších puklinách se vyskytují horské druhy mechorostů.

### Glaciální relikty
Schopnost skalních soutěsek, puklin a propastí zadržet chlad je příčinou, že mezi bezobratlými živočichy, žijícími v oblasti Poseidonu, lze nalézt pět druhů glaciálních reliktů. V roce 1986 byl v Teplických skalách, poprvé ve střední Evropě, zaznamenán výskyt dravého roztoče Rhagidia gelida, který byl dosud registrován pouze v oblastech za severním polárním kruhem. Dalšími reliktními druhy, vyskytujícími se v Poseidonu, jsou někteří pavouci. Příkladem může být pavouk Sisicus apertus, který byl dosud znám jen z kamenitých sutí ve vyšších polohách Alp a Vysokých Tater, nebo pavouk Oreonetides vaginatus, který se na území ČR jinak vyskytuje jen na nejvyšších hřebenech Krkonoš a Šumavy.

## Skalní soutěsky a pukliny

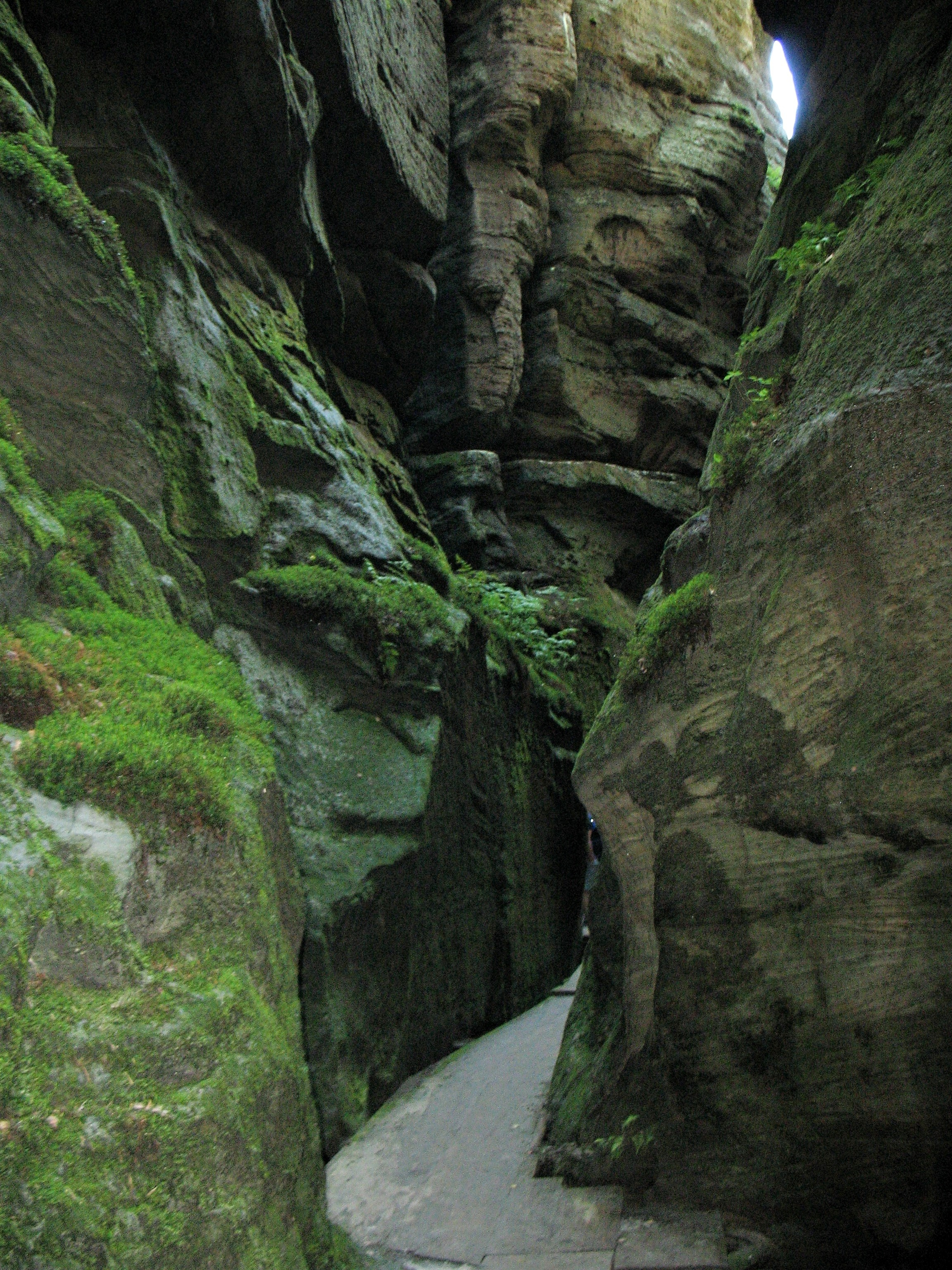
Cesta soutěskou Sibiře
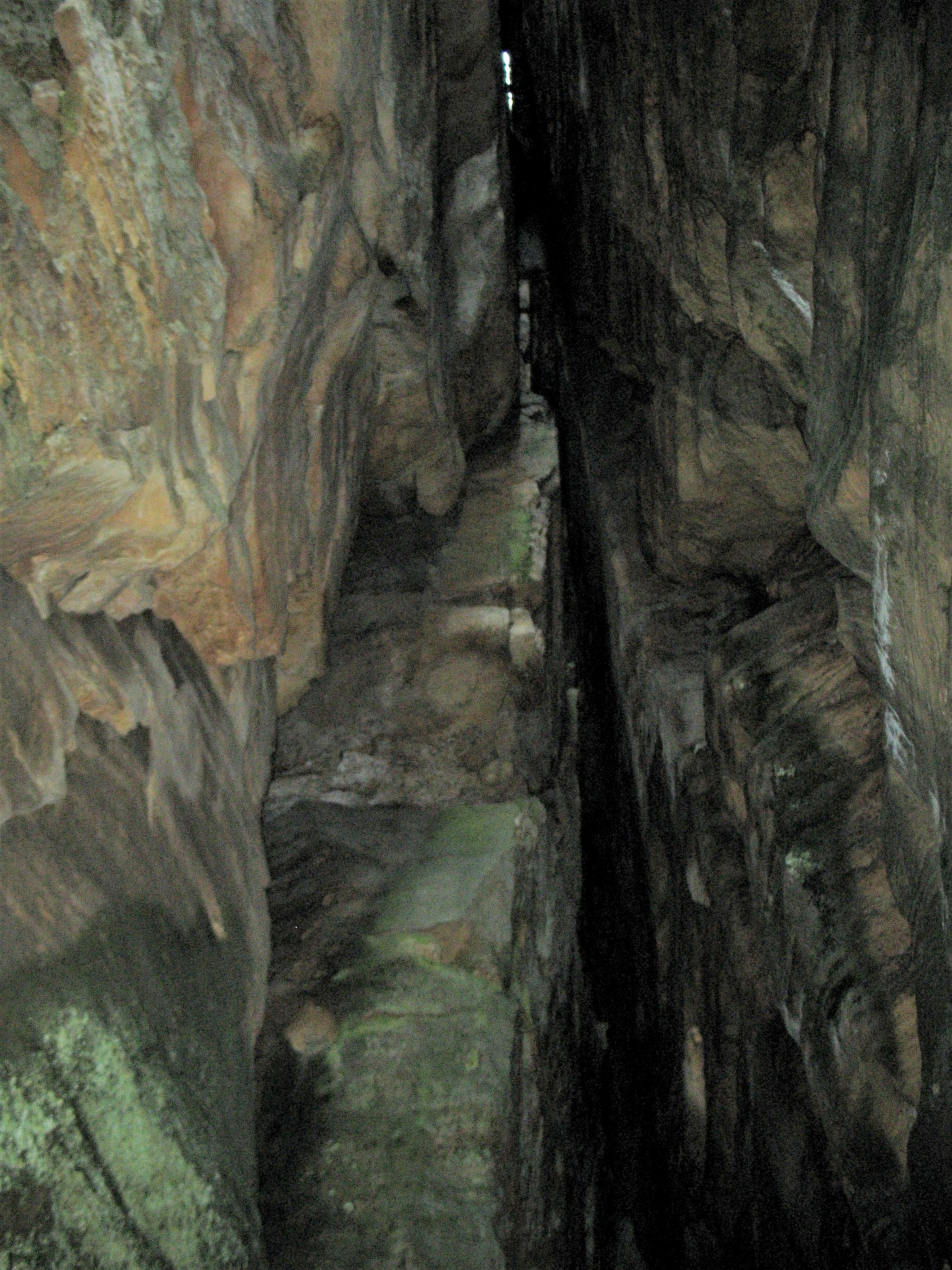
Pukliny v zadní stěně Skalního chrámu
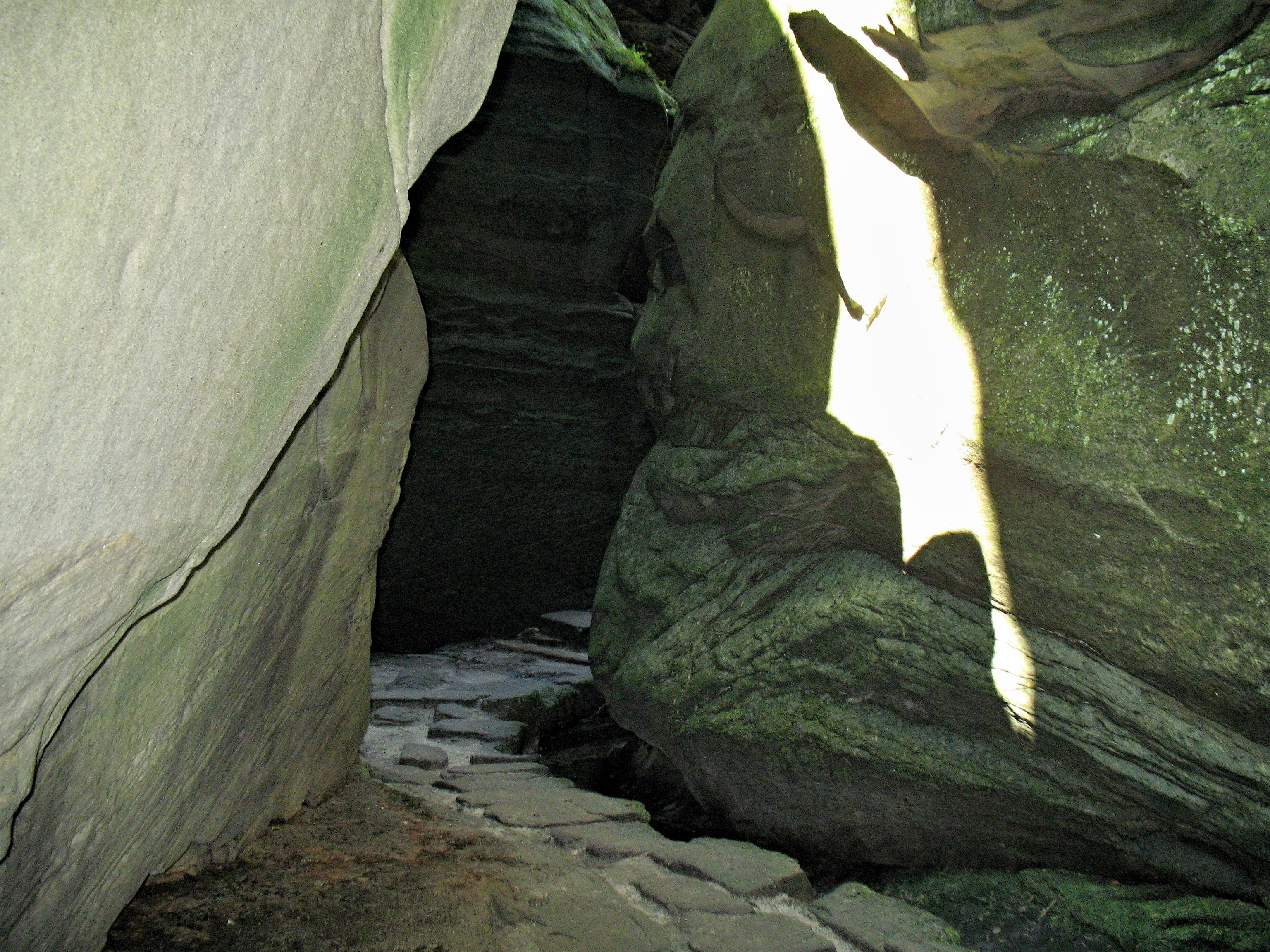
Průchod skalami
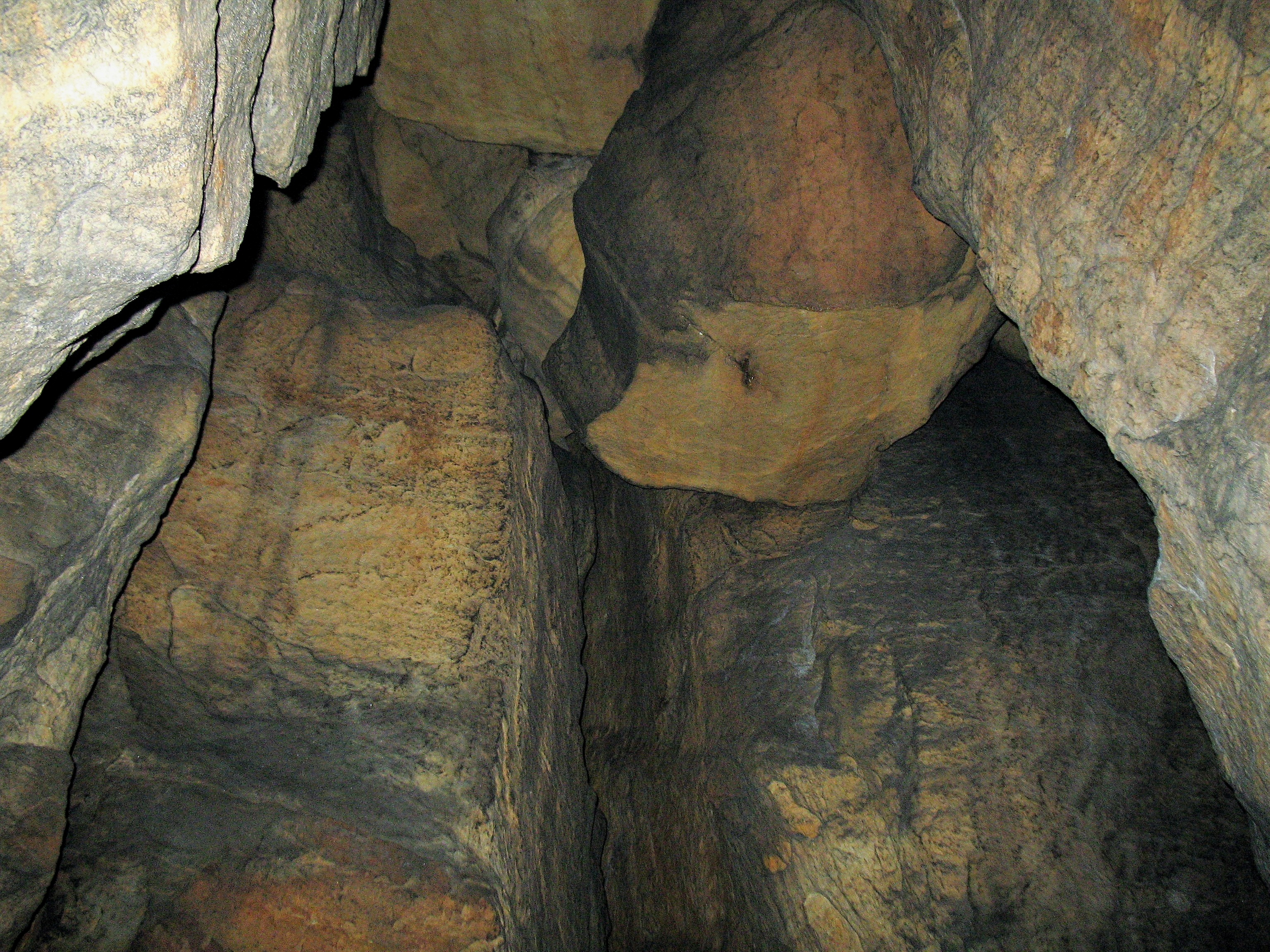
Strop Skalní kaple
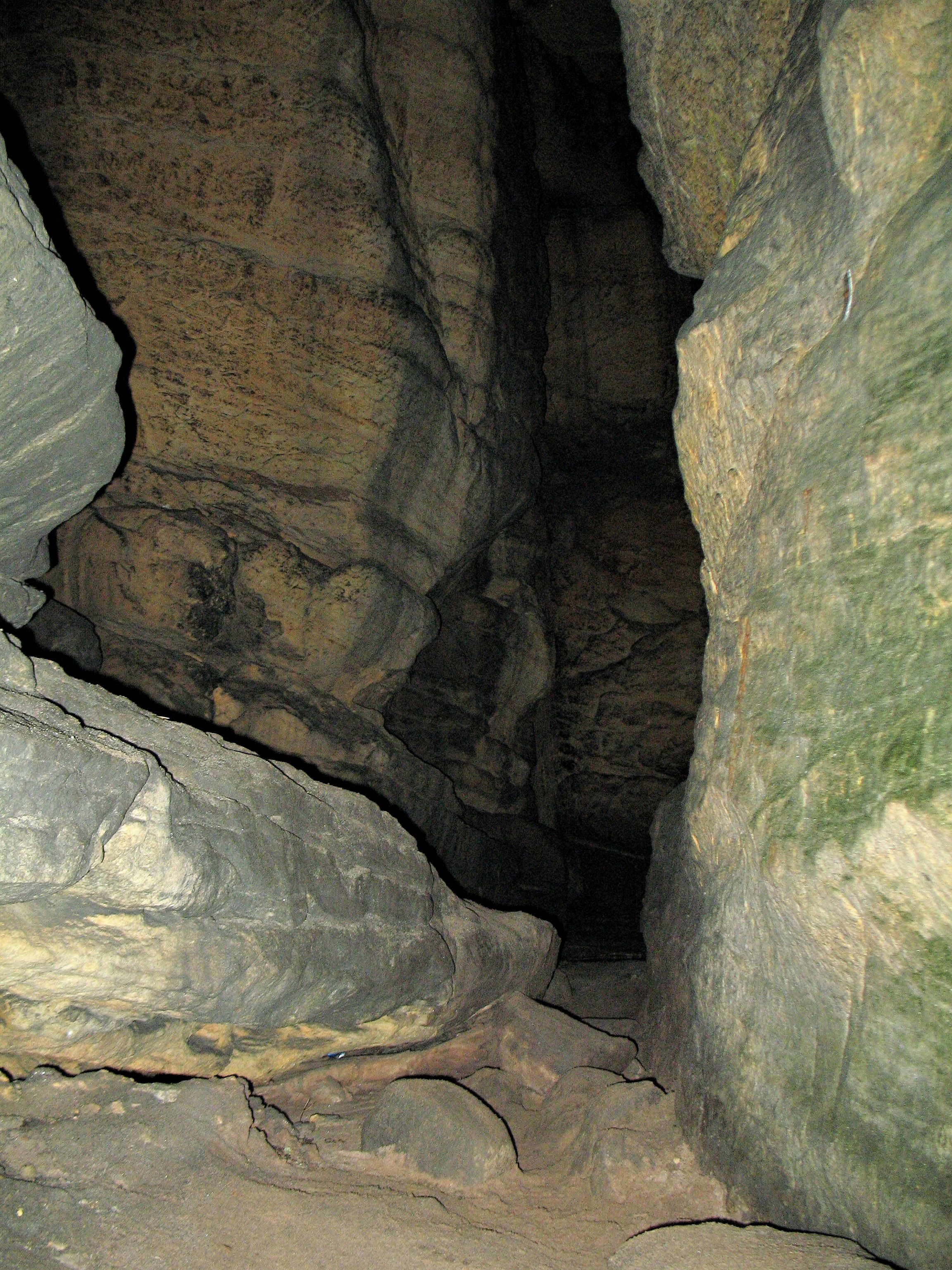
Stěna Skalní kaple
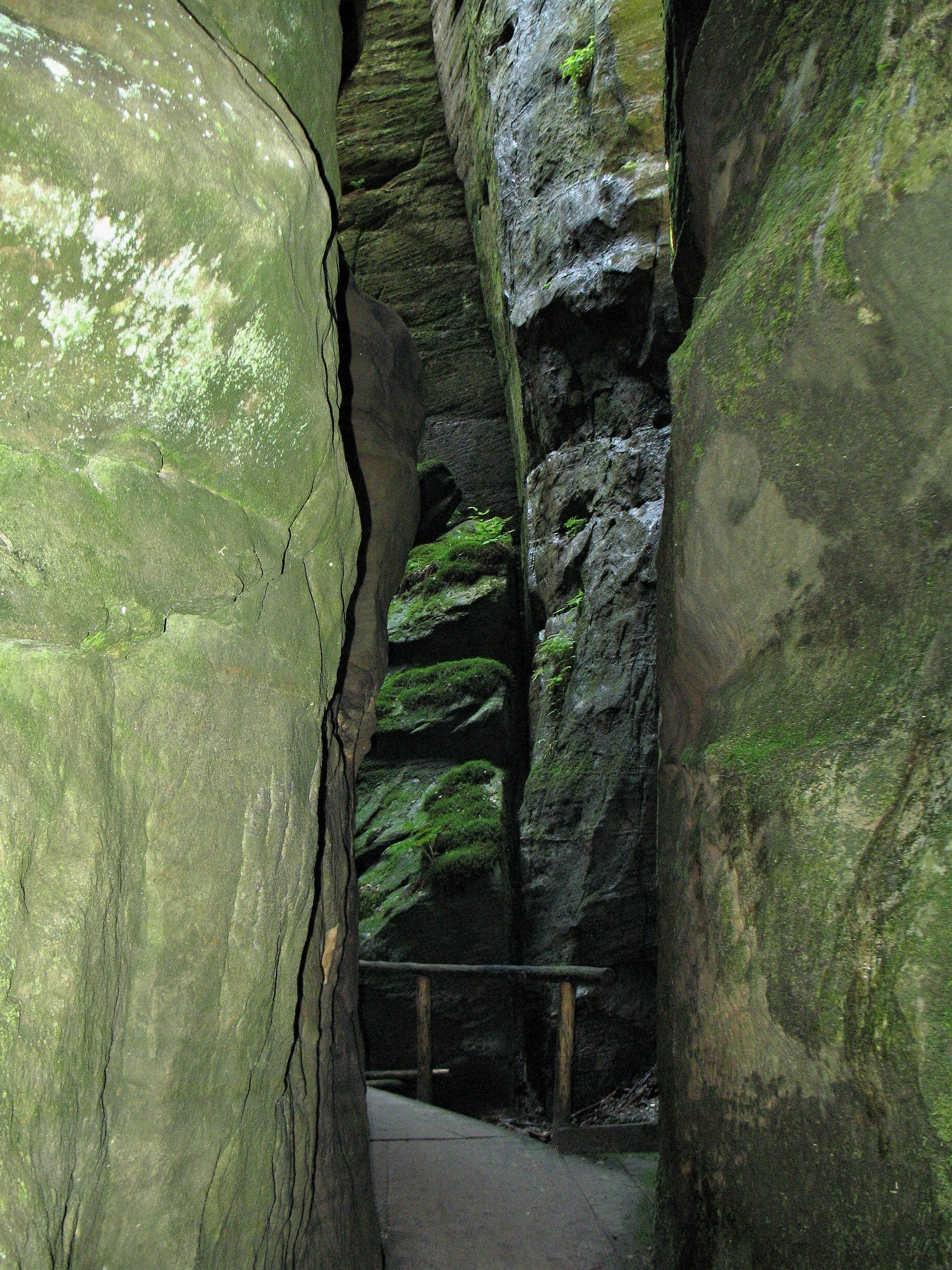
Soutěsky Sibiře